# Железнодорожная линия Сараево — Плоче
Железнодорожная линия Сараево — Плоче — железнодорожная линия в Боснии и Герцеговине и Хорватии. Электрифицированная одноколейная линия является частью Панъевропейского транспортного коридора 5c, идущего от Плоче через Сараево и Осиек в Будапешт.
Трасса имеет длину 194,6 км и 27 железнодорожных станций (по состоянию на 1975 год), 71 мост общей протяженностью 3,7 км и 106 тоннеля общей протяженностью 36,6 км. Из них 46 туннелей и 21 мост расположены на участке между Брадиной и Коницем. Самый длинный тоннель линии имеет длину 3,23 км. Наибольший уклон в 25 промилле находится на участке Брабина-Кониц. На значительном протяжении линия идёт вдоль долины реки Неретва.
Максимально допустимая скорость на участке в Боснии и Герцеговине составляет 70 км/ч для пассажирских и 50 км/ч для грузовых поездов. На хорватском участке максимальная скорость составляет 100 км/ч. Железнодорожная линия относится к классу D4.

## История
Предшественницей нынешней линии со стандартной колеёй была построенная в 1891 году узкоколейная железная дорога. Поскольку её пропускная способность была недостаточной для удовлетворения транспортных потребностей социалистической Югославии, в 1963 году началась перестройка линии под стандартную колею, при этом на многих участках трасса была проложена по-новому. Из-за строительства ГЭС на реке Неретва, несколько участков старой трассы оказались затопленными. 26 и 27 ноября 1966 года железнодорожная линия была торжественно открыта. На тот момент строительные работы были ещё не полностью завершены, включая железнодорожные платформы, оборудование для обеспечения безопасности и запланированную товарную станцию в Мостаре. По данным нынешнего оператора железнодорожной линии ŽFBH, она была введена в эксплуатацию 1 октября 1968 года. В 1969 году была введена в эксплуатацию электрификация линии (переменный ток 25 кВ 50 Гц).
После завершения строительства железнодорожной линии Сараево-Плоче со стандартной колеёй, годовой объем грузоперевозок с 1968 по 1988 год через порт и вокзал Плоче вырос более чем в четыре раза — с 956 000 т до 4 325 000 т. Пассажиропоток на станции Плоче за тот же период сократился с 436 000 человек в 1968 году до 167 000 человек в 1988 году. В грузоперевозках тогда преобладали сыпучие материалы, преимущественно уголь из СССР, транспортируемый на промышленные объекты, в частности в город Зеница, а также зёрна из США для пищевой промышленности города Меткович. Кроме того, по этой железнодорожной линии из порта Плоче перевозились нефтяные продукты для концерна Energopetrol в Сараево, а также различные товары транзитом в Венгрию, в частности соя. В обратном направлении перевозились преимущественно металлургические изделия и пиломатериалы на экспорт в порт Плоче. Импорт товаров через порт Плоче и их дальнейшая перевозка по железной дороге с момента строительства линии со стандартной колеёй всегда был значительно выше экспорта и транзитных перевозок. В предыдущие годы, когда порты Плоче и Меткович соединялись с железнодорожной сетью только узкоколейными линиями, экспорт напротив значительно превышал импорт, хотя в целом находился на значительно более низком уровне.
С обретением независимости Хорватии в 1991 году хорватский участок линии был передан новообразованной железнодорожной компании Hrvatske željeznice (HŽ), а участок линии в Боснии и Герцеговине отошёл позже к Željeznice Federacije Bosne i Hercegovine (ŽFBH). Во время Боснийской войны значительные участки путей были повреждены, но после окончания войны они постепенно восстанавливались.